# Véhicule utilitaire léger
Véhicule utilitaire léger est un terme officiel utilisé dans l'Union européenne, en Australie, en Nouvelle-Zélande, et parfois au Canada et en Irlande (où le terme fourgon utilitaire est plus souvent utilisé) pour un véhicule de transport commercial avec un poids total autorisé en charge ne dépassant pas 3,5 tonnes. Le terme de véhicule de marchandises légères peut également être utilisé mais il peut entretenir une confusion avec le terme de grand véhicule de marchandises qui désigne les véhicules avec un poids autorisé en charge dépassant 3,5 tonnes. Les véhicules utilitaires légers comprennent les camionnettes et les fourgonnettes qui sont destinées au transport de marchandises ou de personnes. Le concept de véhicule utilitaire léger désigne un véhicule compact, construit de façon robuste, avec de faibles coûts d'entretien et de puissants moteurs peu consommateurs en carburant pour être utilisés dans un environnement urbain.

## Concessions de ventes
Tous les véhicules utilitaires légers ci-dessous sont vendus par l'intermédiaire de réseaux de concessionnaires. Habituellement, un concessionnaire automobile a une franchise pour la vente des voitures d'un constructeur, et les véhicules utilitaires légers sont vendus comme un ajout. Les exceptions sont Mercedes-Benz, qui a un réseau commercial dédié pour les véhicules utilitaires lourds et légers, Nissan, Volkswagen, Iveco et Isuzu.

## Marché
| Type                                                     | 2010 | 2015  | 2018  | 2019  | 2020  | 2021  | 2022  | 2023  | 2024  |
| -------------------------------------------------------- | ---- | ----- | ----- | ----- | ----- | ----- | ----- | ----- | ----- |
| Ventes mondiales                                         | 1,1  | 27    | 79    | 58    | 80    | 160   | 310   | 450   | 640   |
| Part de marché VUL                                       | ε    | 0,3 % | 0,8 % | 0,6 % | 0,9 % | 1,8 % | 3,5 % | 4,8 % | 7,1 % |
| Parc VUL mondial                                         | 7,1  | 67    | 310   | 390   | 460   | 620   | 900   | 1 300 | 1 900 |
| Part de parc VUL                                         | ε    | 0,1 % | 0,2 % | 0,3 % | 0,3 % | 0,4 % | 0,6 % | 0,9 % | 1,3 % |
| Source des données : Agence internationale de l'énergie. |      |       |       |       |       |       |       |       |       |

Beaucoup[évasif] de concessionnaires utilisent des véhicules utilitaires d'occasion dans le cadre de ventes aux enchères spéciales. Il existe un large réseau de vendeurs indépendants au détail d'utilitaires d'occasion qui vendent des milliers de véhicules d'occasion chaque mois. Les concessionnaires de véhicules utilitaires ont depuis les années 2000 de plus en plus recours à Internet pour aider à vendre leurs véhicules, en plus de la presse écrite traditionnelle.

## Modèles
- Citroën
  - Jumper
  - Jumpy
  - Berlingo

- Fiat
  - Ducato
  - Doblò
  - Scudo

- Ford
  - Econovan
  - Transit
  - Transit Connect
  - Transit Courier
  - Transit Custom

- GAZ
  - Sobol
  - GAZelle
  - GAZelle NEXT

- Iveco
  - Daily

- Hyundai
  - Grace
  - Starex
  - Staria
  - iLoad
  - iMax
  - H350
  - Porter

- Kia
  - Pregio

- Maxus
  - V80

- Mazda
  - Bongo
  - E-series

- Mercedes-Benz
  - Sprinter
  - Vito
  - Citan
  - MB100
  - Vaneo

- Mini
  - Clubvan

- Mitsubishi
  - Delica
  - L300
  - L200

- Nissan
  - NV200
  - Townstar
  - Primastar II
  - Interstar III
  - NV350 Caravan

- Opel / Vauxhall
  - Vivaro C
  - Movano C
  - Combo

- Peugeot
  - Boxer
  - Partner
  - Rifter
  - Expert
  - Bipper

- Piaggio
  - Ape
  - Porter

- Renault
  - Trafic III
  - Master IV
  - Kangoo III

- Škoda
  - Praktik

- Tata Motors
  - Winger
  - Yodha

- Toyota
  - HiAce
  - LiteAce
  - ProAce
  - TownAce

- Volkswagen
  - Caddy
  - Transporter
  - Crafter
  - LT

## Galerie

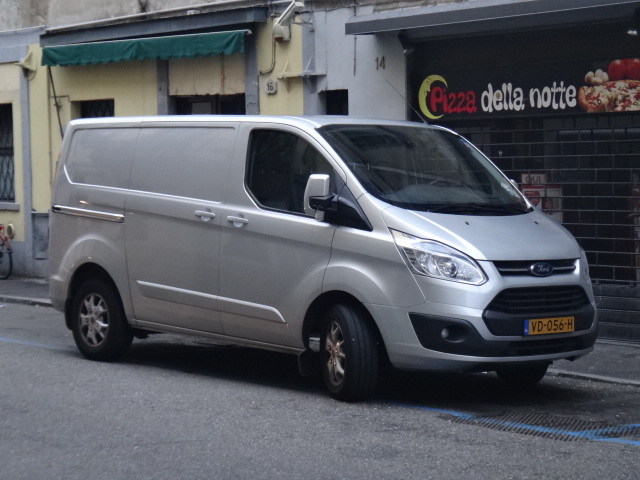
Ford Transit Custom en Australie en 2013.
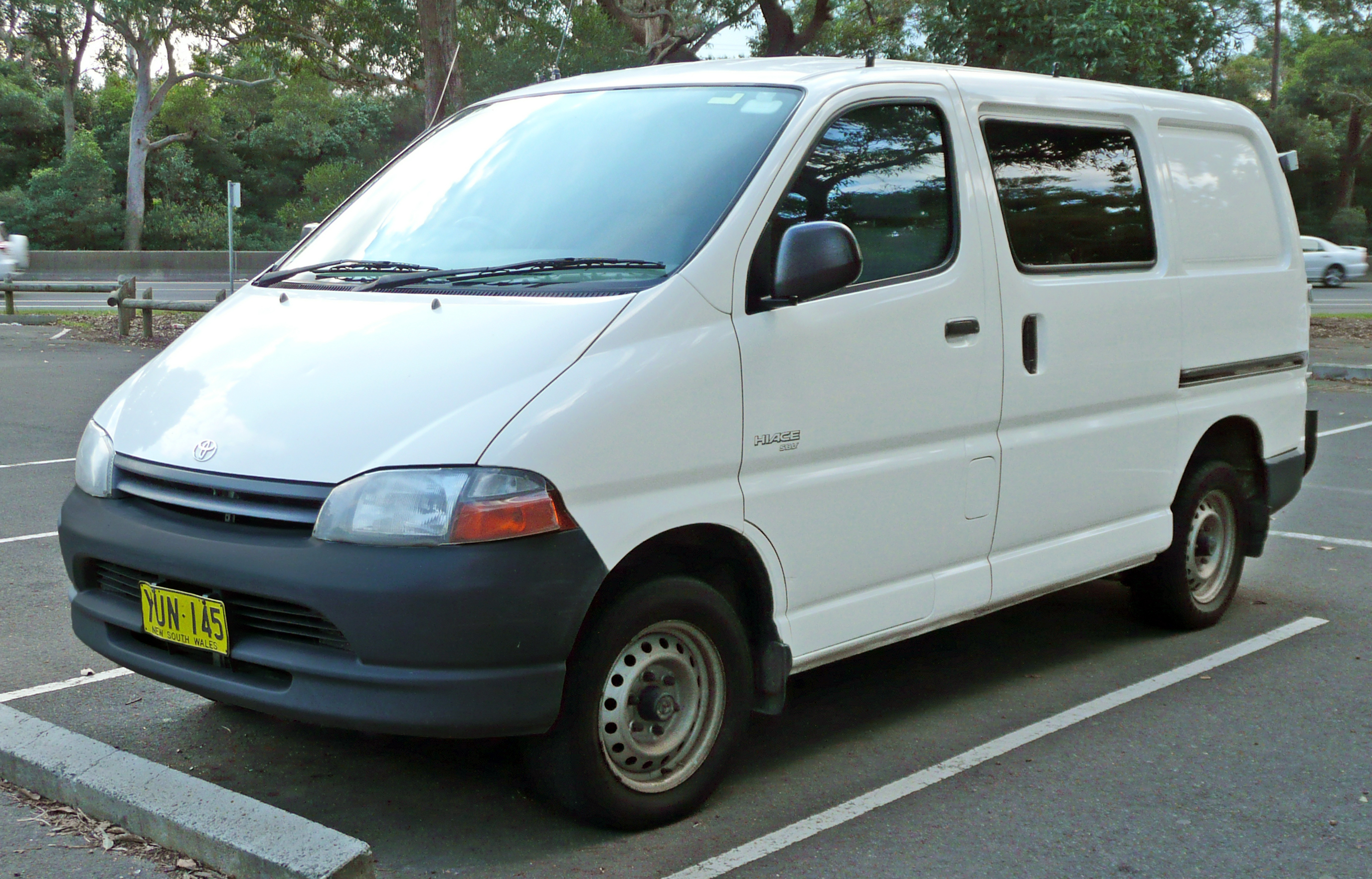
Toyota HiAce (XH10) en 2010 en Australie.
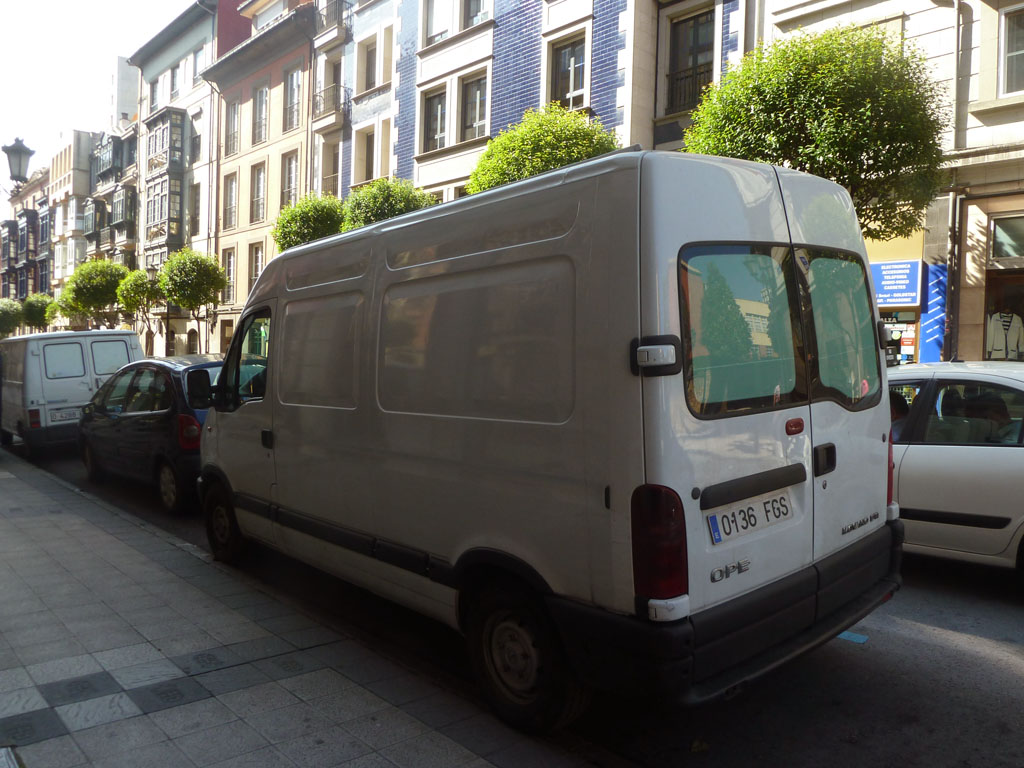
Opel Movano A en 2011 en Espagne.
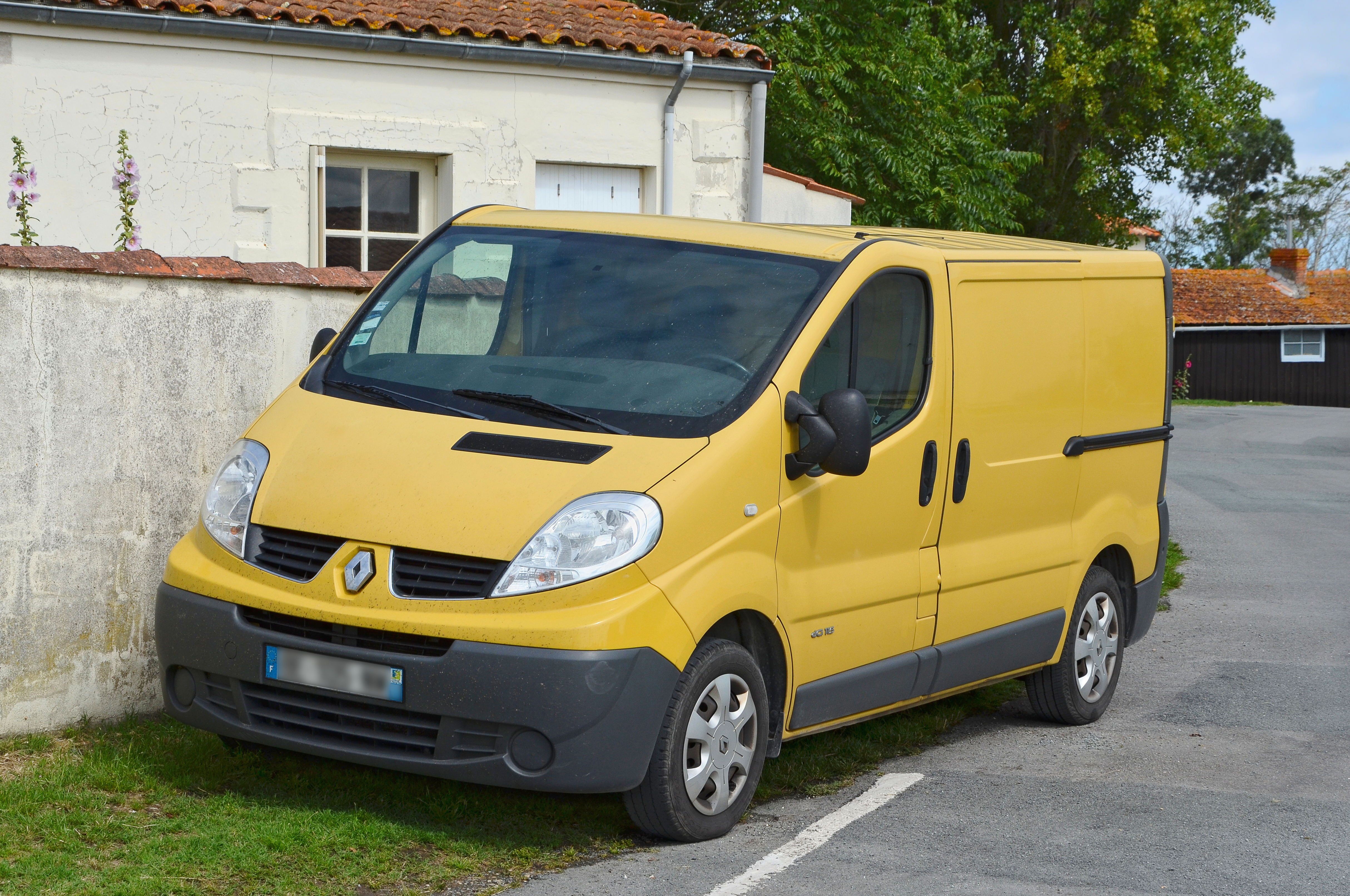
2006 Renault Trafic